# ساوان… فصل عاشقی
ساوان....فصل عاشقی (به انگلیسی: Saawan... The Love Season) فیلمی محصول سال ۲۰۰۶ و به کارگردانی ساوان کومار تک است. در این فیلم بازیگرانی همچون سلمان خان، سالونی اسوانی، کاپیل جهاوری، پرم چوپرا، جانی لور، بابی دارلینگ ایفای نقش کرده‌اند.